# Витсен, Корнелис
Корнелис Янсзон Витсен (нидерл. Cornelis Jansz. Witsen; 8 сентября 1605 — 12 марта 1669) — голландский политик, бургомистр Амстердама.

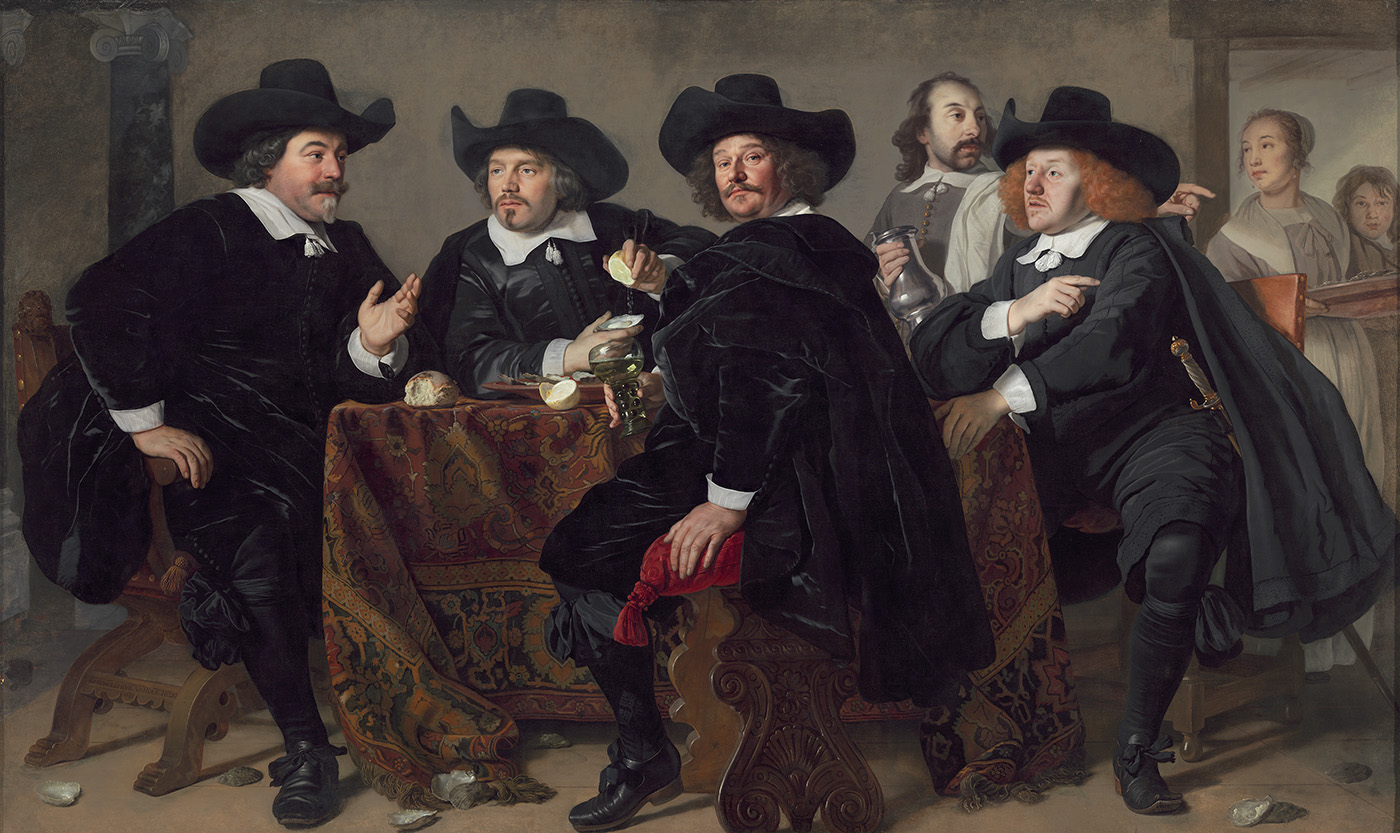
Портрет работы ван дер Гельста, Корнелис Витсен — крайний слева.

Корнелис Витсен имел учёную степень юриста, считался образованным человеком своего времени. Был членом муниципалитета, руководителем Ост-Индской компании. Как член Адмиралтейства, в 1656 году был послан с дипломатической миссией в Англию для переговоров с Оливером Кромвелем по поводу законов о мореплавании, в частности Навигационного акта.
Несколько раз избирался бургомистром Амстердама; в Рейксмузеуме Амстердама хранится памятная медаль в его честь: на одной стороне — бюст Корнелиса, на обороте — герб семьи Висенов с девизом «Candide et Cordate» (с лат. — «Искренне и благоразумно»).